# Grimms
I Grimms erano un gruppo musicale inglese, originariamente formato da alcuni ex componenti degli The Scaffold, della Bonzo Dog Doo-Dah Band e dal poeta di Liverpool Roger McGough. Il nome della band era un acronimo della lettera iniziale del componente, ed erano:
- Gorman, John (The Scaffold) - voce
- Roberts, Andy (Poeta) - voce, chitarra
- Innes, Neil (Bonzo Dog Doo-Dah Band) - voce, chitarra, tastiera
- McGear, Mike (The Scaffold) - voce, batteria
- McGough, Roger (The Scaffold e Poeta) - voce, testi
- Stanshall, Vivian (Bonzo Dog Doo-Dah Band) - voce, percussioni

## Storia
La band si esibì in due concerti nel 1971 su suggerimento di Gorman. Alla seconda esibizione, Keith Moon suonò la batteria. Però, quando la band venne organizzata adeguatamente nel 1972, ha subito aggiunto altri membri:
- Adrian Henri (Poeta) - testi
- Brian Patten (Poeta) - testi
- George "Zoot" Money (The Animals) - tastiera
- Michael Giles (King Crimson) - batteria
- John Megginson - basso, tastiera

Questi 11 membri costituirono la vera formazione dei Grimms, sebbene l'acronimo rimase lo stesso. Altri membri che collaborarono con loro sono:
- David Richards - basso
- Peter "Ollie" Halsall - chitarra
- Gerry Conway - batteria
- Timmy Donnell - batteria

Tutti i membri erano pagati con lo stesso salario e quelli che non suonavano in nessuna parte si sedevano tra il pubblico.
Roberts non abbandonò mai la band, ma è stato in tour Plainsong nel 1972 e ha perso le prestazioni durante il quale venne registrato il primo album, anche se tornò presto e rimase con la band fino al 1976. Stanshall, tuttavia, lasciò la band prima della registrazione del primo album, anche se di tanto in tanto si esibiva nei concerti e i Grimms rimasero 10 fino alla fine del 1973. Henri, Giles e Money lasciarono il gruppo dopo la pubblicazione dell'album, per essere poi rimpiazzati da Halsall, Richards e Conway.
Il secondo album dei Grimms, Rockin' Duck, ricevette critiche positive ma dopo la pubblicazione le tensioni tra i leader della band raggiunsero un punto tale da impedire al gruppo di capitalizzare le buone recensioni. Durante il tour del 1973, Patten picchiò McGear sul pullman della band a Manchester e ciò portò Mcgear a lasciare il gruppo. Nel 1974, i Grimms sospesero le operazioni, come The Scaffold, all'istigazione di McGear, riunito per un maggiore tour dietro il singolo Liverpool Lou, con la maggior parte dei musicisti sullo sfondo che li accompagnarono. Come risultato Patten lasciò i Grimms. Quando il tour degli Scaffold finì nel 1975, anche Halsall e Conway lasciarono i Grimms, per poi essere sostituiti da Donnell per il terzo album, che lasciò la formazione finale dei Grimms a sette membri (Gorman, Roberts, Innes, McGough, Megginson, Richards e Donnell).

## Discografia

### Singoli
- 1975: Backbreacker/The Masked Poet
- 1976: The Womble Bashers of Walthamstow/The Worst Is Yet to Come/Wiggle Waggle
- 1976: Womble Bashers/Womble Bashers Wock

### Album
- 1973: Grimms
- 1973: Rockin' Duck
- 1976: Sleepers